# Зарічне (Алчевський район)
Зарі́чне — село в Україні, у  Кадіївській міській громаді Алчевського району Луганської області. Населення становить 86 осіб. Орган місцевого самоврядування — Весняненська сільська рада.
Знаходиться на тимчасово окупованій території України.
Відповідно до Розпорядження Кабінету Міністрів України від 12 червня 2020 року № 717-р «Про визначення адміністративних центрів та затвердження територій територіальних громад Луганської області» увійшло до складу Кадіївської міської громади.

## Географія
Село розташоване на річці Комишуваха. Сусідні населені пункти: село Богданівка, селище Криничне і місто Стаханов (всі три вище за течією Камишевахи) на південному заході, селища Червоногвардійське на півдні, Яснодольськ на південному сході, села Хороше на сході, Червоний Лиман, Петровеньки (обидва нижче за течією Камишевахи) на північному сході, селище Фрунзе і села Бердянка на півночі, Весняне і селище Тавричанське на північному заході, місто Кіровськ на заході.